# Азійська гірська гадюка
Азійська гірська гадюка (Ovophis) — рід отруйних змій родини гадюкові. Має 7 видів.

## Опис
Загальна довжина представників цього роду коливається від 30 см до 1,1 м. Голова широка, трикутна, сплощена. Тулуб кремезний, м'язистий. Хвіст помірної довжини. Забарвлення жовтувате, коричнювате, оливкове з темними плямами неправильної форми.

## Спосіб життя
Полюбляють тропічні ліси у горах та передгір'ях, узбережжя водойм. Зустрічаються на висоті 2100 м над рівнем моря. Активні вночі. Харчуються гризунами, ящірками, комахами.
Отрута не становить загрозу людині.
Це яйцекладні змії. Самиці відкладають до 10 дитинчат.

## Розповсюдження
Мешкають у південній, південно—східній та східній Азії.

## Види
- Ovophis convictus (Stoliczka, 1870)
- Ovophis jenkinsi Qiu et al., 2024[1]
- Ovophis makazayazaya (Takahashi, 1922)
- Ovophis malhotrae Zeng et al., 2023[2]
- Ovophis monticola (Günther, 1864)
- Ovophis okinavensis (Boulenger, 1892)
- Ovophis tonkinensis (Bourret, 1934)
- Ovophis zayuensis (Jiang, 1977)